# Johann George Otto Stuart von Schmidt auf Altenstadt

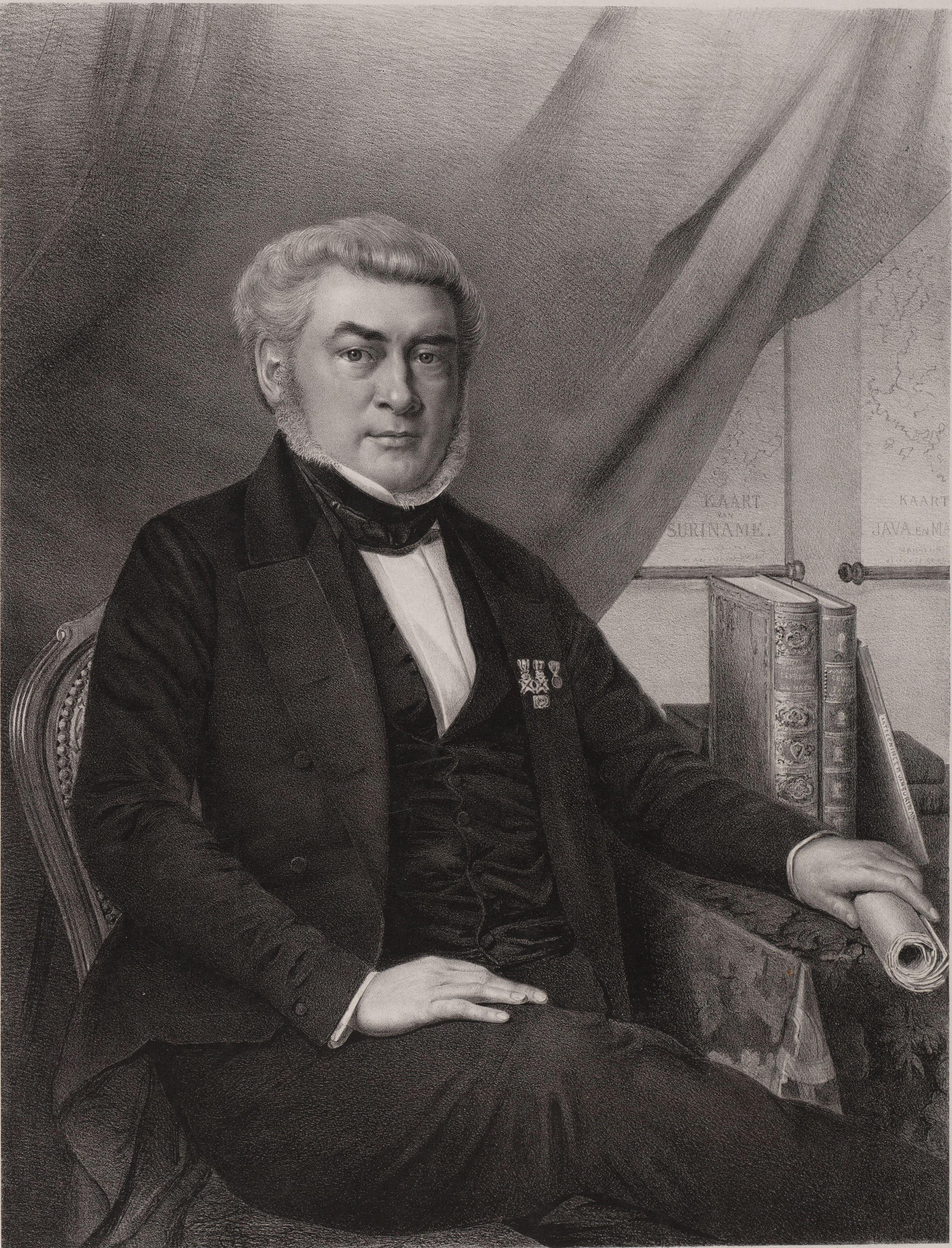
Porträt Jonkheer von Schmidt auf Altenstadt

Jonkheer Johann George Otto Stuart von Schmidt auf Altenstadt (* 5. Januar 1806 in Sint-Oedenrode; † 7. August 1857 in Den Haag) war ein niederländischer Militär und eine Führungskraft in Niederländisch-Indien und Suriname.

## Herkunft
Seine Eltern waren der sächsisch-stämmige niederländische Generalmajor der Artillerie Johann Heinrich Adolf von Schmidt auf Altenstadt (* 26. April 1754; † 29. November 1817) und dessen zweite Ehefrau Janet Balneavis (* 4. März 1775; † 19. Mai 1840).

## Karriere
Von Schmidt auf Altenstadt kam 1820 als Kadett an die Militärschule in Semarang. Hier wurde er 1823 zum 2. Leutnant befördert und nahm in diesem Rang an der Niederschlagung des Aufstandes von Diponegoro (auch: Dipo Negoro) teil. Im Jahre 1829 wurde er 1. Leutnant und 1832 Adjutant von Gouverneur-General Johannes van den Bosch. 1833 ging er als kommissarischer Assistent-Resident nach Kebumen in Bagelen und wurde 1842 Resident von Bagelen auf Java.

### Suriname
Im Jahre 1850 kehrte er krankheitsbedingt in die Niederlande zurück. Hier wurde von Schmidt auf Altenstadt im Februar 1852 zum Gouverneur von Suriname ernannt, wo er am 22. Juni die Amtsgeschäfte übernahm. Unter seiner Führung wurde die Küstenschifffahrt durch Senkung des Bake-, Lösch- und Hafengeldes stimuliert. Außerdem wurde der öffentliche Verkauf von Plantagenprodukten in Paramaribo durch Abbau von bürokratischen Hindernissen vereinfacht. Das Postwesen wurde reformiert und das Porto gesenkt. Weiter wurde während seiner Amtszeit die Sklavenverordnung geändert, das Überführen von Sklaven von aufgegebenen Plantagen auf andere Plätze war bei Androhung von Strafe nur noch nach vorheriger Zustimmung durch den Gouverneur zulässig. Die Auszahlung von Prämien für die Einfuhr von Sklaven von den Westindischen Inseln wurde abgeschafft. Darüber hinaus war von Schmidt auf Altenstadt als Protektor des Afro-Surinamers Adolf Frederik Gravenberch in den Streit um dessen Zulassung als Arzt in Paramaribo involviert.

### Immigranten
Während seiner Amtszeit kamen die ersten Immigranten aus Madeira sowie Chinesen aus Java an. In diese Zeit fiel auch August Kapplers letztlich gescheiterter Kolonisierungsversuch mit Württembergern in Albina, am Marowijne.

## Rückkehr
Nach nur drei Jahren als Gouverneur erhielt von Schmidt auf Altenstadt, auf eigenes Ersuchen, die Ehrenvolle Entlassung aus dem Amt. Am 25. August 1855 übergab er das Gouverneursamt an seinen Nachfolger.

## Familie
Schmidt auf Altenstadt heiratete am 17. Oktober 1837 in Magelang Wilhelmina Jodoca van Laren (* 24. Februar 1819; † 13. Januar 1886). Das Paar hatte mehrere Kinder:
- Johann Georg Otto Stuart (* 15. Februar 1842; † 1922), Resident von Batavia ⚭ Caroline Arnoldine Emilie van Veen (* 5. Mai 1845)
- Johann Carl Lodewijk (* 10. Juli 1843; † 1912)

⚭ 1879 Maria Francoise Boutmy
⚭ 1902 Pieternella Wilhelmina van Vught (* 30. April 1857)
- Johann Wolf Anton (* 21. November 1846), Dr. jur. ⚭ 1872 Josephine Kollmann (* 1. Oktober 1852)
- Johann Willem Franz (* 7. August 1852; † 1936) ⚭ 1888 Johanna Susanna Sibylla Witsenborg (* 15. Februar 1864)
- Johanna Henriette Adolphine (* 29. August 1856)